# در زدن (فیلم ۱۹۹۶)
در زدن (به هندی: Dastak) فیلمی محصول سال ۱۹۹۶ و به کارگردانی ماهش بات است. در این فیلم بازیگرانی همچون سوشمیتا سن، موکول دو، شاراد کاپور، باوا داتا، مانوج باجپایی، ویشواجت پرادان و تیکو تالسانیا ایفای نقش کرده‌اند.